# Luisierella stenocarpa
Luisierella stenocarpa là một loài rêu trong họ Pottiaceae. Loài này được Bizot & Thér. mô tả khoa học đầu tiên năm 1939.